# U3 (computerstandaard)

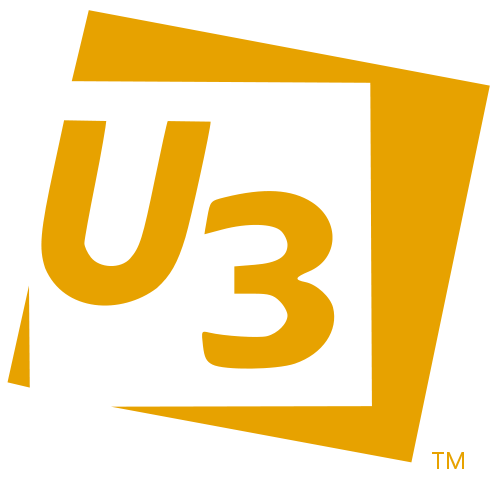
Logo van U3

U3 is een joint venture van SanDisk en M-Systems die software en hardware ontwikkelt om programmatuur, zonder dat deze eerst op de pc geïnstalleerd hoeft te worden, vanaf een USB-stick uit te kunnen voeren. U3 is ontwikkeld voor gebruik op Windows.

## Beschikbaarheid en alternatieven
U3 is al sinds 2008 niet meer beschikbaar.  Een opensourceprogramma, dat werkt met alle soorten USB-sticks, is PortableApps.com. Dit wordt portable software genoemd.
Het is niet mogelijk om op een normale USB-stick U3 te zetten.
Vrijwel alle programma’s slaan hun data op in het register van Windows. Relevante programmadelen en gegevens worden op diverse plaatsen op de pc opgeslagen. Om software draagbaar te maken moeten dus alle zaken die nodig zijn om het programma te laten werken ook bij elkaar worden opgeslagen. Een van de eerste toepassingen was het versleutelen van gegevens op de USB-stick.

## Betekenis
U3 staat voor drie maal U (You). Vereenvoudigd voor U, Slimmer voor U, Mobiel als U. Het valt in de categorie draagbare software, die nu – op het medium USB-stick – ook wel stickware of portable software wordt genoemd.

## Techniek
U3 bestaat uit een techniek om de U3-ware op te slaan, namelijk een extra partitie die doet alsof zij een cd-romstation is. Hierop staat de broodnodige software om het LaunchPad, het middelpunt van U3, te starten. In dit LaunchPad kun je aangeven hoe je stick heet, of je er een wachtwoord op wilt hebben, en meer software installeren. Deze software was te verkrijgen via de U3-website downloaden (deels gratis, deels betalend).

## Voorbeelden van U3-programma's
| Applicatie    | Naam                   | Beschrijving                | Kosten                      |
| ------------- | ---------------------- | --------------------------- | --------------------------- |
| Internet      | Mozilla Firefox for U3 | Webbrowser                  | Gratis                      |
| Chatten       | Trillian for U3        | Een chatprogramma           | Gratis                      |
| Zippen        | WinRAR for U3          | Een compressieprogramma     | Gratis                      |
| Achtergronden | Wallpaper Swapper      | Een achtergrondveranderaar  | Gratis                      |
| VoIP          | Skype                  | Een VoIP-cliënt             | Gratis, met betaalde opties |
| Downloaden    | LimeWire for U3        | Een P2P-downloadmanager     | Gratis                      |
| Analyse       | Wireshark for U3       | Een netwerkanalyseprogramma | Gratis                      |
| Beveiliging   | avast Antivirus        | Een antivirusscanner        | 15 euro per jaar            |